# 장필준
장필준(張必峻, 1988년 4월 8일 ~ )은 KBO 리그 키움 히어로즈의 투수이다.

## 한국 프로야구 시절

### 상무 야구단시절
2007년에 한화 이글스의 1차 지명을 받았으나, 계약금에 대해 이견을 보여 입단을 거절하고 북일고등학교 졸업 후 입대했다.

## 미국 프로야구 시절
제대 후 지명권이 있는 한화 이글스가 계약을 맺으려 했으나 제의를 거절하고 미국으로 진출해 마이너 계약을 맺고 입단했다. 2년이 경과해 지명권은 소멸됐고, 2011년까지 LA 에인절스 산하 마이너 리그 팀에서 활동했으나 MLB에 올라오지 못하고 방출되었다.

## 미국 독립야구 시절
2012년에 페코스 미국 독립 리그 소속 라스 크루시스 바케로스에 입단하였다.

## 한국 프로야구 복귀

### 삼성 라이온즈시절
2015년 신인 드래프트 2차 1라운드(전체 9순위) 지명을 받아 입단했다. 드래프트 전에 팔꿈치 수술을 받았기 때문에 재활을 거쳤다. 2015년 8월 30일 LG 트윈스전에 선발 등판해 1군 데뷔전을 가졌지만 2이닝 2피홈런, 6실점으로 부진했다. 2015년 시즌 2경기에 등판해 15점대 평균자책점으로 부진했다. 2016년 시즌 56경기에 등판해 72이닝, 4승 6패, 9홀드, 4세이브, 5점대 평균자책점으로 준수한 활약을 보여줬다. 2017년 시즌 후 팀 내 최고 연봉 인상률을 기록했다.

### 키움 히어로즈시절
2024년 말 삼성에서 방출된 뒤 키움 히어로즈 유니폼을 입었고 입단 과정에서 등번호 18번을 달았는데 이 등번호의 주인이었던 지석훈이 신재영과의 트레이드로 NC 이적 후 한동안 주인이 없는 번호였다.

## 국가대표 경력
- 2017년 APBC
- 2018년 자카르타 아시안 게임

## 출신 학교
- 온양온천초등학교
- 온양중학교
- 천안북일고등학교

## 통산 기록
| 연도 | 팀명   | 평균자책점 | 경기 | 완투 | 완봉 | 승 | 패 | 세 | 홀 | 승률  | 타자 | 이닝 | 피안타 | 피홈런 | 볼넷 | 사구 | 탈삼진 | 실점 | 자책점 |
| ---- | ------ | ---------- | ---- | ---- | ---- | -- | -- | -- | -- | ----- | ---- | ---- | ------ | ------ | ---- | ---- | ------ | ---- | ------ |
| 2015 | 삼성   | 15.75      | 2    | 0    | 0    | 0  | 0  | 0  | 0  | -     | 22   | 4    | 10     | 2      | 0    | 0    | 4      | 7    | 7      |
| 2016 | 삼성   | 5.13       | 56   | 0    | 0    | 4  | 6  | 4  | 9  | 0.400 | 317  | 72   | 82     | 9      | 26   | 5    | 57     | 42   | 41     |
| 2017 | 삼성   | 4.68       | 56   | 0    | 0    | 4  | 8  | 21 | 3  | 0.333 | 307  | 67⅓  | 82     | 6      | 26   | 4    | 82     | 37   | 35     |
| 2018 | 삼성   | 4.34       | 61   | 0    | 0    | 5  | 5  | 6  | 13 | 0.500 | 290  | 66⅓  | 65     | 6      | 25   | 6    | 74     | 35   | 32     |
| 2019 | 삼성   | 3.62       | 61   | 0    | 0    | 3  | 3  | 11 | 15 | 0.500 | 302  | 69⅔  | 64     | 7      | 33   | 3    | 53     | 29   | 28     |
| 2020 | 삼성   | 5.75       | 31   | 0    | 0    | 0  | 3  | 0  | 4  | 0.000 | 170  | 36   | 46     | 6      | 16   | 0    | 26     | 24   | 23     |
| 2021 | 삼성   | 7.27       | 41   | 0    | 0    | 0  | 0  | 0  | 2  | -     | 174  | 34⅔  | 46     | 4      | 27   | 1    | 24     | 30   | 28     |
| 2022 | 삼성   | 5.70       | 19   | 0    | 0    | 0  | 3  | 0  | 0  | 0.000 | 139  | 30   | 38     | 1      | 15   | 3    | 17     | 20   | 19     |
| 2023 | 삼성   | 7.91       | 17   | 0    | 0    | 1  | 1  | 0  | 0  | 0.500 | 96   | 19⅓  | 28     | 2      | 12   | 2    | 11     | 17   | 17     |
| 2024 | 삼성   | 135.00     | 1    | 0    | 0    | 0  | 0  | 0  | 0  | -     | 6    | ⅓    | 5      | 0      | 0    | 0    | 0      | 5    | 5      |
| 통산 | 10시즌 | 5.29       | 345  | 0    | 0    | 17 | 29 | 42 | 47 | 0.370 | 1823 | 399⅔ | 466    | 43     | 180  | 24   | 348    | 246  | 235    |

- 굵은 글씨는 해당 시즌 최고 기록

## 가족관계
- 배우자 : 장하리 (2024년 12월 7일 결혼예정)